# Rajmond Debevec
Rajmond Debevec [rájmond debévec], slovenski olimpijski prvak, športni strelec, * 29. marec 1963, Postojna.
Rajmond Debevec je dobitnik treh medalj na olimpijskih igrah v streljanju in pripadnik Slovenske vojske.
Leta 1990 je ustanovil specializirano trgovino z opremo za športno streljanje, ki uspešno deluje še danes.

## Športni dosežki
- zlata medalja, Evropsko prvenstvo v streljanju, Plzen (malokalibrska puška in velikokalibrska puška)
- zlata medalja, Poletne olimpijske igre 2000
- zlata medalja, 41. svetovno vojaško prvenstvo v streljanju (puška - trojni položaj)
- bronasta medalja , Poletne olimpijske igre 2008
- bronasta medalja , Poletne olimpijske igre 2012
- Bronasta medalja, Evropsko prvenstvo v streljanju, Osijek 2021

## Odlikovanja in priznanja
- zlata medalja Slovenske vojske (4. oktober 2000)
- Slovenski športnik leta 1992 in 2000